# Drosophila longitarsis
Drosophila longitarsis är en tvåvingeart som beskrevs av Oswald Duda 1931. Drosophila longitarsis ingår i släktet Drosophila och familjen daggflugor.
Artens utbredningsområde är Indonesien.